# De acht families komen Min binnen
De acht families komen Min binnen of ba xing ru min was een gebeurtenis in de Chinese provincie Fujian in het jaar 308. Ten tijde van de westelijke Jin-dynastie kwamen veel vluchtelingen uit Midden-China naar Fujian om de oorlog te ontvluchten. Onder die vluchtelingen hadden de meesten van hen de achternaam Lin, Chen, Huang, Zheng, Zhan, Qiu, He en Hu. Het overgrote deel van de vluchtelingen vestigde zich in de Fujianese provinciehoofdstad Fuzhou. De gebeurtenis leidde tot een vermenging van de cultuur en volk tussen de Noordelijke Han-Chinezen en de Fujianezen.
Tot heden zijn de achternamen Lin 林, Chen 陈, Huang 黄 en Zheng 郑 de vier grootste achternamen in Fuzhou en vormen de helft van de Fuzhounese bevolking. Vroeger had men het gezegde “De Lin en Chen vormen de helft van de wereld, de Huang en de Zheng hebben in elke straat een verwant” (林陈半天下，黄郑满街摆).

## De acht achternamen
- Lin 林 (Mindongyu: Lìng)
- Chen 陈 (Mindongyu: Dìng)
- Huang 黄 (Mindongyu: Uòng)
- Zheng 郑 (Mindongyu: Dâng)
- Zhan 詹 (Mindongyu: Ciĕng)
- Qiu 邱 (Mindongyu: Kiŭ)
- He 何 (Mindongyu: Hò)
- Hu 胡 (Mindongyu: Hù)

## Bekende personen uit Fujian met deze achternamen
- Lin Zexu 林则徐
- Lin Xiangqian 林祥谦
- Lin Sen 林森
- Lin Juemin 林觉民
- Lin Huiyin 林徽因
- Chen Jingrun 陈景润
- Chen Shaokuan 陈绍宽
- Cheng Baochen 陈宝琛
- Huang Naishang 黄乃裳
- Zheng Zhenduo 郑振铎